# Gazoduc Coastal GasLink
Le gazoduc Coastal GasLink, en anglais Coastal GasLink Pipeline, est un projet de gazoduc de l'entreprise TC Énergie dont l'objectif est de relier Dawson Creek à Kitimat en passant à travers les Rocheuses canadiennes.

## Historique
À partir de 2018, des opposants effectuent différents activités pour bloquer ou ralentir la construction du gazoduc. Ils « agissent avec l’accord des chefs héréditaires des Wet’suwet’en, qui n’ont pas consenti au passage du pipeline sur leur territoire traditionnel ».
Le 20 novembre 2021, la Gendarmerie royale du Canada procède à l'arrestation d'une quinzaine de personnes « en vertu de l’injonction contre les opposants à la construction du gazoduc Coastal GasLink ». Parmi celles-ci se trouvent deux journalistes, qui sont remis en liberté sous conditions le lendemain, puis les charges à leur encontre sont abandonnées le 24 décembre 2021. Jusqu'à maintenant, 29 personnes ont été arrêtées en vertu de l'injonction.
Du 19 décembre 2021 au 5 janvier 2022, les travaux de construction du gazoduc sont interrompus à cause de manifestants, qui ont préféré quitté de crainte d'une intervention de la GRC.